# Joan Agell i Torrents
Joan Agell i Torrents (Sanaüja, 4 de gener de 1809- Barcelona 1 d'abril de 1868), científic que ocupà, l'any 1845, la primera càtedra de Química de la Universitat de Barcelona (UB) i en fou rector de 1863 a 1865.

## Biografia
Era fill de Josep Agell i Combellas i d'Engràcia Torrents i Palmés natural de La Selva de Mar. Agell estudià al Seminari de Barcelona i a les Escoles de la Junta de Comerç, on tingué com a professors Agustí Yáñez, Pere Vieta i Josep Roura; arribà a conèixer Antoni de Martí i Franquès qui l'introduí en el món de les ciències naturals. Els anys 1845 i 1846, obtingué la llicenciatura i el doctorat en Ciències.
La Constitució Espanyola de 1845 representà el primer intent seriós d'establir un estat liberal, de clara inspiració francesa, que comportà un seguit de reformes administratives que en l'àmbit educatiu es concretà en l'anomenat Pla Pidal del mateix 1845, que posteriorment donarà lloc a la Llei Moyano de 1857, que fou el primer intent racionalitzador i centralitzador del sistema educatiu espanyol. La nova normativa comportava l'existència d'una càtedra de Química general a la Facultat de Filosofia que a la UB fou assignada a Agell, i posteriorment a la Facultat de Ciències quan es creà en aplicació de la llei Moyano. Es conserva un programa detallat (vegeu publicacions) de l'assignatura, del curs 1847/48, que mostra el coneixement acurat i actual que tenia de la disciplina en aquell temps. Dins de la UB ocupà diferents càrrecs com el de Degà de la Facultat de Ciències i rector de 1863 a 1865 càrrec que deixà en ser nomenat director de l'Escola d'Enginyers de Barcelona.
L'any 1833 ingressà a la Reial Acadèmia de Ciències i Arts de Barcelona (RACAB) de la que n'arribà a ser-ne vicepresident i president de la Secció de Pneumàtica, Electricitat i Meteorologia, hi presentà un bon nombre de memòries (vegeu publicacions) que palesen el seu interès i dedicació pels temes relacionats amb l'electricitat. Era, també, un experimentador destacat i a més de diferents aparells elèctrics, dissenyà un model de telègraf, que presentà a la RACAB, el novembre de 1845, que era capaç de transmetre més de quaranta senyals per minut.
Tingué una vida pública i política rellevant, síndic i regidor de cultura de l'Ajuntament de Barcelona, diputat a les Corts espanyoles en les legislatures de 1853, 1857 i 1858; i un dels impulsors i, el primer president, de l'Ateneu català predecessor de l'actual Ateneu Barcelonès, l'any 1860. A la seva mort la RACAB en col·laboració amb l'Ateneu i la  Societat Econòmica d'Amics del País, convocaren anualment un premi en honor seu, per distingir una memòria científica o econòmica d'interès per al desenvolupament de Catalunya.

## Publicacions
- Agell i Torrents, Joan. Sobre la astronomía : su origen y el origen de las leyes del universo, 1863 / Joan Agell i Torrents; presentació Eduard Salvador i Solé. 21 discursos inaugurals Barcelona : Publicacions de la Universitat de Barcelona, DL 2001 84-475-2594-5 vol. 4. Disponible a: Catàleg de les biblioteques de la UB. Es troba reproduït a 21 discursos inaugurals Barcelona; presentació Eduard Salvador i Solé. Publicacions de la Universitat de Barcelona, DL 2001 84-475-2594-5 vol. 4. Disponible a: Catàleg de les biblioteques de la UB

- Agell i Torrents, Joan. Asignatura de química general : programa que ha formado el profesor de dicha asignatura D. Juan Agell para la enseñanza de la misma en el curso de 1847 á 1848 . Barcelona : Impr. de Tomas Gorchs, 1847. Disponible a: Catàleg de la biblioteca de Ciències i Arts de Barcelona[Enllaç no actiu]

Memòries presentades a la RACAB
- Memoria sobre las leyes que es necesario determinar para con su auxilio resolver todos los problemas de dinámica eléctrica (23 d'octubre de 1833).
- Memoria sobre el vapor de agua, el ácido carbonico y el hidrógeno carbonado considerados como motores (1 de gener de 1835).
- Descripción de la aurora boreal observada en esta Ciudad la noche del 18 de febrero último (1837).
- Memoria sobre la dinámica del fluido eléctrico excitado por la rotación (23 d'octubre de 1838).
- Memoria sobre las causas de la aceleración de la salida de los líquidos por los tubos capilares y de la distribución del calórico entre los líquidos de igual y diversa naturaleza, en diferentes vasos concéntricos calentados por el exterior (24 de novembre de 1841).
- Memoria sobre el electro-magnetismo considerado singularmente bajo el aspecto de potencia utilitzable (6 de novembre de 1842).
- Memoria sobre un nuevo telégrafo eléctrico (20 de novembre de 1845).
- Memoria acerca de los progresos y estado actual de la telegrafía eléctrica (29 de novembre de 1845).
- Memoria relativa a la dinámica eléctrica (26 d'abril de 1849).
- Memoria determinando algunas leyes acerca de la dinámica eléctrica (1 de març de 1855)
- Memoria en la que se determina la influencia que ejercen los cuerpos según su naturaleza. forma, dimensiones y distancias, sobre el poder absorbente y emisivo que tienen las puntas para el fluido eléctrico (19 de febrer de 1857).
- Memoria acerca de la correlación y trasformaciones de las fuerzas fisicas y químicas (6 de desembre de 1860).
- Extracto de los trabajos publicados en los Anales de física y química por Mr. Pasteur, relativo a los corpúsculos organizados que existent en la atmósfera, y el examen de las generaciones espontáneas (22 de maig de 1862).